# Cầu Zhivopisny
Cầu Zhivopisny (tiếng Nga: Живописный мост) là một cây cầu dây văng nằm tại quận Krylatskoye, Moskva, Nga và bắc qua Sông Moskva. Nó nằm trên đại lộ Marshal Zhukov nối E105 vào trong nội thành Moskva. Chiều cao của cầu là 30 mét, rộng gần 40 mét với 8 làn xe và dài 1,5 km. Mái vòm đỏ của cầu cao hơn 100 mét và rộng khoảng 25 mét. Ở phần mái vòm cũng có một đài quan sát nhỏ từng được cho là sẽ thành một nhà hàng, sau đó, nó đã được quyết định là một "Cung điện đám cưới" và đã được khánh thành vào năm 2018.

## Lịch sử
Cây cầu này khởi công xây dựng vào năm 2004 để giải quyết tình trạng tắc đường ở Moskva. Về phần thiết kế đã được chọn thuộc về một công ty thiết kế và xây dựng của Nga, hiệp hội nghiên cứu và sản xuất Mostovik. Đến lúc đó, các hạng mục đều đã được phê duyệt và khen thưởng. Đến năm 2005, nó đã được đặt tên là "Zhivopisny" theo nghị định của chính quyền thủ đô. Sau vài năm xây dựng, cây cầu đã được khánh thành vào ngày 27 tháng 12 năm 2007.
Nhờ sự độc đáo của mình, kiến trúc sư Nikolai Shumakov, người đã thiết kế cây cầu Zhivopisny, đã nhận giải thưởng danh giá trong lĩnh vực xây dựng và kiến trúc.